# Facundo Rodríguez (Fußballspieler, Februar 1995)
Facundo Rodríguez, vollständiger Name Facundo Rodríguez Grandillo, (* 8. Februar 1995 in Montevideo) ist ein uruguayischer Fußballspieler.

## Karriere
Der 1,80 Meter große Offensivakteur Rodríguez spielte im Jugendfußball 2011 für die U-16 und 2012 in der Mannschaft der Quinta División bei den Montevideo Wanderers. Anschließend wechselte er innerhalb Montevideos zum Liverpool FC und war dort in den Jahren 2013 und 2014 parallel sowohl im Team der Cuarta División (U-19) als auch in der in der Tercera División antretenden Reserve (Formativas) aktiv. Sodann schloss er sich dem ebenfalls in seiner Geburtsstadt beheimateten Verein Villa Teresa an und gehörte zunächst 2015 der Reserve in der Tercera División an. Sein Debüt in der Primera División feierte er in der Apertura 2015 am 25. Oktober 2015 bei der 1:2-Heimniederlage gegen den Racing Club de Montevideo, als er von Trainer Vito Beato in der 83. Spielminute für Michel Miranda eingewechselt wurde. In der Saison 2015/16 bestritt er fünf Erstligabegegnungen (kein Tor) und stieg mit dem Klub am Saisonende ab. Während der Spielzeit 2016 absolvierte er zwölf Zweitligaspiele (zwei Tore).